# Prix du grand club du livre finlandais
Le prix du grand club du livre finlandais (finnois : Suuren Suomalaisen Kirjakerhon palkinto) est un prix littéraire finlandais décerné par le grand club du livre finlandais.

## Lauréats
| Année | Lauréat                                                                                  |
| ----- | ---------------------------------------------------------------------------------------- |
| 1974  | Alpo Ruuth                                                                               |
| 1979  | Erno Paasilinna Helena Anhava Väinö Kirstinä Eila Kivikk'aho                             |
| 1983  | Kai Nieminen                                                                             |
| 1985  | Mirkka Rekola Laila Hirvisaari                                                           |
| 1986  | Brita Polttila Caj Westerberg                                                            |
| 1987  | Seppo Ahti Helvi Hämäläinen                                                              |
| 1990  | Kirsi Kunnas Joni Skiftesvik                                                             |
| 1991  | Anna-Leena Härkönen                                                                      |
| 1992  | Rakel Liehu Raija Siekkinen                                                              |
| 1993  | Jyrki Kiiskinen                                                                          |
| 1993  | Reino Lehväslaiho                                                                        |
| 1994  | Sirpa Puskala Juha Ruusuvuori Anna-Leena Härkönen Jari Tervo Pirjo Hassinen Leena Lander |
| 1995  | Veijo Meri Pirjo Tuominen                                                                |
| 1997  | Reijo Mäki                                                                               |
| 1998  | Anna-Leena Härkönen                                                                      |
| 1999  | Jari Tervo Pirjo Hassinen                                                                |
| 2000  | Olli Jalonen Leena Lehtolainen                                                           |
| 2001  | Helena Anhava                                                                            |
| 2002  | Sirkka Turkka Petri Tamminen Eeva Nikoskelainen                                          |
| 2003  | Elisabet Aho Seppo Jokinen Jarkko Laine                                                  |
| 2004  |                                                                                          |
| 2005  | Timo Parvela                                                                             |
| 2006  | Juha Itkonen                                                                             |
| 2007  |                                                                                          |
| 2008  | Sofi Oksanen Laila Hirvisaari Kaari Utrio Juha Itkonen                                   |
| 2009  | Anna-Leena Härkönen                                                                      |
| 2010  |                                                                                          |
| 2011  |                                                                                          |
| 2012  |                                                                                          |
| 2013  |                                                                                          |
| 2014  |                                                                                          |
| 2015  |                                                                                          |
| 2016  |                                                                                          |